# Etolia
L'Etolia (in greco antico: Αἰτωλία?, Aitolìa, in latino Aetolia) è una regione montana della Grecia situata sulla costa settentrionale del Golfo di Corinto, e che forma la zona orientale della moderna prefettura dell'Etolia-Acarnania.

## Geografia
Il fiume Acheloo separa l'Etolia dall'Acarnania a ovest, a nord confina con l'Epiro e la Tessaglia, a est con la Locride occidentale, e a sud la regione è delimitata dalla costa che forma l'entrata al Golfo di Corinto.
In epoca classica l'Etolia comprendeva due zone: l'Etolia Vecchia a occidente, dall'Acheloo all'Eveno (fiume) e al Calidone (fiume), e l'Etolia Nuova a oriente, dall'Eveno e il Calidone alla Locride. La regione ha coste piatte e fertili a meridione, ma l'entroterra è montagnoso e brullo, quindi non utilizzabile a scopo agricolo. I monti brulicano di animali selvatici, divenuti famosi tramite le leggende della mitologia greca, quale ad esempio il cinghiale calidonio.
Nella parte meridionale si trovano i laghi di Trichonida e quello di Lysimachia.

## Storia
L'Etolia è stata originariamente abitata dai popoli dei Cureti e dei Lelegi, ma in epoca arcaica i Greci dell'Elide, guidati dall'eponimo Etolo, vi fondarono numerose colonie. Gli Etoli presero parte alla Guerra di Troia, sotto il comando di re Toante, alleato di Agamennone ed a sua volta capo della coalizione achea.

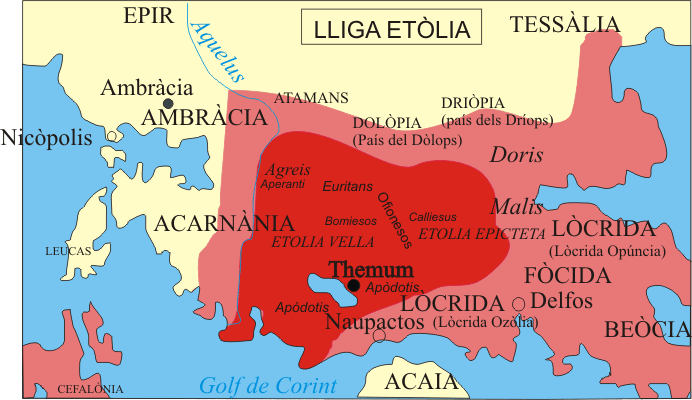
L'Etolia (in rosso scuro) e i territori appartenenti alla Lega etolica.

Nei tempi antichi, gli Etoli formarono una lega unita, che presto divenne una potente alleanza militare; essa si formò tra le città dell'Etolia nel corso del IV secolo a.C., durante il regno di Filippo II di Macedonia (che intendeva approfittare della disunione tra le pòleis greche per soggiogarle al proprio dominio), come patto di non aggressione e reciproco aiuto, divenendo così un'avversaria formidabile della potente monarchia macedone e della più antica Lega achea. Quest'ultima fu una delle più efficaci istituzioni politico-militari venutesi a formare nella Grecia del tempo.
La Lega etolica esisteva ancora quando, circa centocinquant'anni più tardi, i Romani intrapresero una guerra contro Antioco III di Siria. Essa prese parte contro Roma, e quando Antioco fu sconfitto nel 189 a.C., l'Etolia entrò virtualmente a far parte della sfera d'influenza della Res Publica romana.
A seguito della conquista degli Achei da parte del console Lucio Mummio Acaico (146 a.C.), l'Etolia fu annessa ai domini romani nella provincia dell'Acaia.
Rimase sotto l'Impero romano per molti secoli, divenendo successivamente una delle province più occidentali dell'Impero romano d'Oriente. La regione, tuttavia, risentì moltissimo della cattiva amministrazione dei nuovi dominatori, che la impoverirono più di quanto lo fosse mai stata prima.
Durante il Medioevo l'Etolia fece parte dell'Impero bizantino, e infine passò sotto il dominio dei Turchi Ottomani.

## Antiche poleis
- Arsinoe (Etolia)
- Calcide (Etolia)
- Callion
- Oleno